# 프란 메리다
프란시스코 메리다 페레스(Francisco Mérida Pérez, 1990년 3월 4일, 카탈루냐 주 바르셀로나 ~ )는 스페인 출신의 축구 선수로, 포지션은 미드필더이다.

## 경력
FC 바르셀로나 칸테라 출신의 선수이다. 유스에서의 활약으로 '왼발의 세스크'라는 별명을 가졌다. 2005년 바르셀로나가 프로계약을 맺기를 원했지만 스페인 노동법 상 만 17세부터 맺을 수 있었기에 만 16세부터 맺을 수 있는 잉글랜드의 아스널 FC로 이적했다. 2008년 스페인의 레알 소시에다드로 임대 이적했다가, 시즌 종료와 함께 복귀했다. 칼링컵에서 주축 멤버로 좋은 활약을 펼쳤지만 리그에서는 주전자리를 확고히 하고 있던 파브레가스에 밀려 2010년 여름 스페인의 명문팀 아틀레티코 마드리드로 이적했다. 그러나 여기서도 기회를 받지 못하고 성장하지 못했다. 그 후 여러 팀들을 전전하다 2016년부터 2020년까지 CA 오사수나에서 뛰었다.